# Maciej Małecki (kompozytor)
Maciej Małecki (ur. 27 listopada 1940 w Warszawie) – polski kompozytor, pianista i  pedagog. 

## Życiorys
Uczęszczał do XIV Liceum Ogólnokształcącego im. Klementa Gottwalda w Warszawie. Absolwent warszawskiej Państwowej Wyższej Szkoły Muzycznej (1965, klasa kompozycji u Kazimierza Sikorskiego i fortepianu u Natalii Hornowskiej; oba kierunki ukończył z wyróżnieniem) oraz Eastman School of Music w Rochester (USA, 1967–1968, w klasie kompozycji u Samuela Adlera i fortepianu u Eugene’a Lista). Należy do Związku Kompozytorów Polskich, był jego wiceprezesem (1991), a potem prezesem (1993–1999).
Żoną kompozytora była (rozwód w 1994 roku) aktorka Anna Seniuk. Ma z nią dwoje dzieci: Grzegorza (aktor) i Magdalenę (muzyk).

## Działalność muzyczna
Po ukończeniu studiów muzycznych przez wiele lat grał muzykę poważną w duecie fortepianowym z Jerzym Derflem, koncertując w kraju i za granicą (Wielka Brytania, NRD).
Jest kompozytorem wszechstronnym – tworzy różne rodzaje muzyki (instrumentalna, orkiestrowa, kameralna, rozrywkowa) dla różnych wykonawców (orkiestry, kwintety, soliści, chóry i in.). Jako kompozytor współpracuje też z Teatrem Narodowym w Warszawie.
Piosenki z jego muzyką usłyszeć można w wykonaniu takich artystów, jak np.: Affabre Concinui, Ewa Dałkowska, Kinga Ilgner, Wojciech Młynarski, Jerzy Połomski, Łucja Prus, Joanna Rawik, Danuta Rinn, Zbigniew Wodecki.

### Nagrody i wyróżnienia
- 1973 – I nagroda na XIII Kaliskich Spotkaniach Teatralnych za muzykę do spektaklu Antygona
- 1975 – I nagroda na KFPP w Opolu
- 1981 – Nagroda Przewodniczącego Komitetu ds. Radia i Telewizji
- 1982 – wyróżnienie na Konkursie im. Karola Szymanowskiego za Cztery pieśni do słów Kazimierza Przerwy-Tetmajera na baryton i fortepian (1981)
- 1984 – Nagroda Przewodniczącego Komitetu ds. Radia i Telewizji
- 1989 – nagroda krytyki „Złoty mikrofon” za muzykę radiową
- 1996 – I nagroda w Konkursie Kompozytorskim na III Ogólnopolskim Festiwalu Kolęd i Pastorałek w Będzinie za pastorałkę Niemowlątko na słomie na chór mieszany
- 2003 – nagroda za muzykę do słuchowiska radiowego Nie-Boska Symfonia (2002) na Festiwalu „Dwa Teatry” w Sopocie
- 2013 – Krzyż Kawalerski Orderu Odrodzenia Polski[2]

### Dyskografia
- 2002 – Balladyna. Opera radiowa (CD)
- 2005 – Witold Gombrowicz – Operetka (CD, Polskie Radio, PRCD 484-485)
- 2008 – Cicha noc - Stille Nacht, Koncert Kolęd Polskich (CD, Carus-Verlag, Carus 83.418)

## Wybrane kompozycje

### Utwory sceniczne
- 1979 – Awantura w Recco, opera; libretto Wojciech Młynarski
- 1990 – Skrzypek opętany, balet według Bolesława Leśmiana
- 1992 – Brazylijczyk w Paryżu, balet na motywach Jacques'a Offenbacha; libretto Lorca Massine

### Utwory instrumentalne
- 1975 – Ułańska fantazja na wielką orkiestrę dętą
- 1980 – Sonata na fortepian
- 1981 – Rondo na fortepian i orkiestrę
- 1984 – Suita na kwintet dęty drewniany
- 1985 – Nokturn na 4 rogi i 4 puzony
- 1987 – Humoreska na fortepian
- 1988 – Zabawy, kłótnia i echo na 3 perkusje
- 1988 – Poemat w trzech nastrojach na dętą orkiestrę, dwie harfy i perkusję
- 1988 – Elegia na saksofon altowy
- 1988 – Concertino w dawnym stylu na dwie harfy i orkiestrę smyczkową
- 1988 – Scherzando na 10 instrumentów
- 1988 – Pieśń i ostinato na skrzypce, altówkę, wiolonczelę i fortepian
- 1990 – Concertino na 12 instrumentów
- 1991 – Marsz koncertowy na orkiestrę dętą
- 1992 – Koncert na harfę elektryczną i orkiestrę
- 1993 – Koncert na fortepian i orkiestrę dla młodego pianisty
- 1994 – Offenbachiana, suita-fantazja z baletu Brazylijczyk w Paryżu na orkiestrę
- 1994 – Kwartet smyczkowy nr 1
- 1994 – Koncert na puzon i orkiestrę
- 1994 – Cztery małe pory roku na dziecięcy chór a cappella
- 1995 – Polskie Hymny Wielkanocne
- 1995 – Uwertura koncertowa na wielką orkiestrę dętą
- 1996 – Sinfonietta na 9 instrumentów
- 1997 – Kwartet smyczkowy nr 2
- 1998 – Dziki gołąb, las i panna, poemat symfoniczny
- 1998 – Koncert na saksofon altowy i orkiestrę
- 1999 – Symfonia nr 1
- 2000 – Capriccio na klarnet
- 2000 – Hymnus – Refugium et spes na saksofon altowy i kameralną orkiestrę smyczkową
- 2001 – Allegro na orkiestrę symfoniczną
- 2002 – Koncert na saksofon altowy i orkiestrę
- 2002 – Mała symfonia polska na orkiestrę dętą
- 2003 – Aria i Scherzo na saksofon altowy i kwartet smyczkowy
- 2004 – Pastorale i toccata na skrzypce, klarnet i wiolonczelę
- 2004 – Sonata-fantazja na wiolonczelę
- 2004 – Symfonia nr 2 na chór mieszany i orkiestrę
- 2005 – Koncert na flet i orkiestrę smyczkową w czterech epizodach
- 2005 – Andante i allegro na altówkę solo i 5 instrumentów smyczkowych lub orkiestrę smyczkową

### Utwory wokalno-instrumentalne
- 1981 – Cztery pieśni do słów Kazimierza Przerwy-Tetmajera na baryton i fortepian
- 1988 – Kiedy na świecie przybywa wierszy, piosenka na 3-głosowy chór
- 1996 – Niemowlątko na słomie [wersja I], pastorałka na chór mieszany (tekst: Elżbieta Szeptyńska)
- 1996 – Niemowlątko na słomie [wersja II], pastorałka na głos z fortepianem (tekst: Elżbieta Szeptyńska)
- 1996 – W moim sercu oziminy na młodzieżowy chór żeński lub dziecięcy (tekst: Elżbieta Szeptyńska)
- 1997-2000 – Pieśni miłosne na 4-głosowy chór mieszany (do słów Kazimierza Przerwy-Tetmajera)
- 1998 – Suita kolęd na głos i małą orkiestrę
- 2006 – Nokturn na czelestę i smyczki (2006)

## Muzyka rozrywkowa

### Piosenki
- Bajka poduszki (sł. Tadeusz Śliwiak)
- Ballada o późnej starości Don Kichota (sł. Wojciech Młynarski)
- Ci chłopcy mówią do nas takie rzeczy... (sł. Agnieszka Osiecka)
- Hotel Europa (sł. W. Młynarski)
- Jak zmienić Polskę w raj (sł. Andrzej Jarecki)
- Kiedy iść, to daleko (sł. A. Jarecki)
- Kowno, Kowno z szabelką (sł. Roman Kołakowski)
- Księżyc na niebo (sł. R. Kołakowski)
- Lekcja polskiego
- Młodość św. Mikołaja (sł. W. Młynarski)
- Nadzieja (sł. A. Jarecki)
- Ostatni Ikar (sł. Jonasz Kofta)
- Song o szczęściu wiecznym
- Szedł chłopiec ze swoją dziewczyną (sł. Czesław Miłosz)
- Tango retro (sł. W. Młynarski)
- To, co między nami (sł. J. Zalewski)
- Ułańska fantazja (sł. W. Młynarski)
- Wiśnie (sł. S. Baliński)

## Muzyka filmowa
- 1989 – Jeniec Europy
- 1985 – Jesienią o szczęściu
- 1984 – Rozalka Olaboga
- 1983 – Soból i panna
- 1981 – Podwójne Calypso
- 1981 – Debiutantka
- 1980 – Świat Włodzimierza Puchalskiego
- 1979 – Ojciec królowej
- 1977 – Znak orła
- 1977 – Tam, gdzie Warta kończy swój bieg...
- 1976 – Znaki szczególne
- 1976 – Złota kaczka
- 1976 – Zanim nadejdzie dzień
- 1976 – Szaleństwo Majki Skowron
- 1976 – Czerwone i czarne kamienie
- 1975 – Czerwone i białe
- 1975 – Wystawa – Maksymilian Gierymski
- 1975 – Nim powstanie muzyka
- 1974 – Orzeł i reszka
- 1974 – Koniec wakacji
- 1974 – Jabłka
- 1974 – Aleksander Gierymski – w altanie
- 1974 – Godzina za godziną
- 1973 – Bułeczka

## Muzyka ilustracyjna

### Muzyka teatralna
- 1971 – Ćwiczenia z Szekspira
- 1972 – Makbet
- 1973 – Antygona
- 1986 – Zaczarowana królewna
- 2000 – Szkoła żon
- 2001 – Dożywocie
- 2002 – Kurka Wodna
- 2005 – Jesień polska w tradycji i poezji, spektakl radiowo-estradowy do tekstów polskich poetów
- 2005 – Rzeźnia (reż. Agnieszka Lipiec-Wróblewska)

### Spektakle muzyczne
- 1967 – Marsz do kąta (składanka)
- 1967 – Apetyt na czereśnie (teksty: Agnieszka Osiecka)
- 1970 – Oko (sł. Jonasz Kofta)
- 1973 – Cień, bajka muzyczna dla dorosłych (libretto Wojciech Młynarski)

### Spektakle Teatru Telewizji
- 2002 – Smutne miasteczko
- 2001 – Beatryks Cenci
- 1989 – Małżeństwo Marii Kowalskiej
- 1985 – Czwartkowe damy
- 1982 – Irydion
- 1982 – Balladyna
- 1981 – Wesele
- 1981 – Molier, czyli Zmowa świętoszków
- 1977 – Letnicy
- 1974 – Sława i chwała
- 1973 – Moje serce jest w górach
- 1973 – Kariera Artura Ui
- 1972 – Czekanie

### Spektakle radiowe
- 1999 – Balladyna, opera radiowa (według Juliusza Słowackiego, reż. Anna Seniuk)
- 2002 – Pchła Szachrajka, radiowa bajka muzyczna (według Jana Brzechwy)
- 2002 – Nie-Boska Symfonia, słuchowisko radiowe (na motywach dramatu Nie-Boska komedia Zygmunta Krasińskiego)
- 2004 – Operetka, słuchowisko radiowe (według Witolda Gombrowicza; reż. Piotr Cieślak)
- 2005 – Jesień polska w tradycji i poezji, spektakl radiowo-estradowy do tekstów polskich poetów